# それが大事 (大事MANブラザーズバンドの曲)
「それが大事」（それがだいじ）は、大事MANブラザーズバンドの楽曲で、3枚目のシングルである。1991年8月25日に発売された。

## 概要
最初はテレビ朝日系列で放送されていた『スポーツフロンティア』のエンディングテーマとして流され、この時はまだヒットするまでには至らなかったが、フジテレビ系『邦ちゃんのやまだかつてないテレビ』のテーマソングとして使用されるようになった後の1991年12月9日のチャートで17位にランクイン。翌週には5位入りを果たし、さらに翌週に2位、そして12月30日付のチャートで1位を獲得した。それから1992年1月27日付チャートまで連続して週間1位獲得し続け、トップ10には3月23日のチャートまでランクインし続けた。そして結果的にオリコン集計で160.3万枚の売り上げを記録した。
なおヒットに併せてシングルカセットが、1991年12月28日に臨時発売された。(品番:FHSF1117)
1992年1月21日現在で出荷枚数が100万枚を突破（ファンハウス発表で104万3000枚）し、累計売上は180万枚。
なお、売れていた当時は、立川は「諸事情により、印税収入が全く入らなかった。」と後日語っている。

## 収録曲
- 全作詞・作曲：立川俊之

1. それが大事
編曲：大事MANブラザーズバンド&渡辺禎史
2. Autumn Avenueを君と
編曲：大事MANブラザーズバンド

## 起用
- 1996年、富士火災海上保険のコマーシャルソングとして「それが大事」の替え歌が使われた。
- 2002〜2005年、中日ドラゴンズ選手の大西崇之（当時。現在は引退）が、バッターボックスに入る際の曲に「それが大事」を使用した。
- 2005年8月28日、2009年8月30日、2014年8月31日「24時間テレビ・愛は地球を救う」にボーカルの立川が出演して、「それが大事」を歌唱した。
- 2006年春、爽健美茶のキャンペーンソングに起用された。
- 2007年から、北海道日本ハムファイターズ所属の金森敬之投手の登場曲に起用されている。曲が流れ出すと球場全体で手拍子をする。
- 2007年12月公開の、1977年を主な舞台とする日本映画『Little DJ〜小さな恋の物語』の冒頭、1993年のラジオ番組の中で「それが大事」がリクエスト曲として流れた（同映画のサウンドトラックには未収録）。
- 2009年に実施された「東京2009アジアユースパラゲームズ」にて「それが大事〜完全版〜」が大会テーマ曲となった（「大事MANブラザーズオーケストラ」名義）。
- 2010年12月31日「ダウンタウンのガキの使いやあらへんで大晦日SP絶対に笑ってはいけないスパイ24時」エンディングにボーカルの立川が「それが大事」を替歌でリテイクした。
- 2012年から 名古屋市緑区のさくら不動産のコマーシャルソング（東海地方限定）として「それが大事」の替え歌が使われている。
- 2013年、読売ジャイアンツ選手のジョン・ボウカーが打席に入る際の登場曲として「それが大事」を使用した。
- 2013年、漫画『北斗の拳 イチゴ味』に登場するアイドル「南斗 DE 5MEN」のメジャーデビューシングルとしてこの曲のPV風の作品が掲載された。2015年放映のテレビアニメでも使われており、アニメ版のDVDにフルバージョンが収録されている[4][5]。
- 2014年、パナソニックのリフォーム関連のコマーシャルにおいて、NMB48のメンバーで、AKB48兼務の山本彩とSKE48兼務 (当時) 渡辺美優紀の2人が「それが大事」をそれぞれ歌う場面が流れている[6]。
- 2017年、蛯原友里が出演している日清シスコごろっとグラノーラのCMではsofiが歌っている[7]。
- 2014年の1年間と2018年以降、埼玉西武ライオンズの岡田雅利が、この曲を登場曲として使用している。「それが一番大事」のフレーズの後、観客が「お・か・だ！」と合いの手を入れる。
- 2022年、NEKCOM Entertainmentが制作するゲーム『昭和米国物語』に主題歌としてこの曲が起用されることが発表された[8]。
- 2024年秋、日本マクドナルドのCMで伊藤沙莉と長谷川博己が「それがいまだけダブチ」と替え歌にしている[9]。

## バージョン
1. それが大事
シングル「それが大事」
アルバム『これも大事』
ベストアルバム『SUPER BEST 2000』、『BEST SINGLES』、『GOLDEN☆BEST 大事MANブラザーズバンド』
2. それが大事2007
アルバム『DAY BY DAY』（立川俊之名義のソロアルバム）
3. それが大事〜完全版〜
4. それが大事〜英語版〜 What's most precious
シングル「君は想い出にならない / それが大事〜完全版〜」（「大事MANブラザーズオーケストラ」名義のシングル）
5. それが大事〜Acoustic Edition〜
アルバム『Restart From The Basic』（立川俊之名義のソロアルバム）
6. それが大事〜Animal rights〜
7. それが大事2016
アルバム『喜楽人生』（「大事MANブラザーズ 立川俊之」名義のソロアルバム）
8. それが大事 30th Anniversary
9. それが大事 30th Anniversary Back Stage
配信のみのリリース。発売30周年として制作。

## カバー
- 1992年10月、香港の歌手、ハッケン・リー（中国語版）（李克勤）が、「それが大事」を「紅日」というタイトルで、広東語でカバーしている。広東語版の作詞は李克勤本人が担当、中国語版の作詞は易家揚が担当。アルバム『紅日』に収録。広東語版は李克勤の代表作。
- 1994年1月、台湾のグループ、TOKYO D.（中国語版） が、「それが大事」を「邀請」というタイトルで、北京語でカバーしている。アルバム『Forever』に収録。
- 2006年7月、立川俊之が全面プロデュースした女性シンガーAllieの2枚目のアルバム『20th』内でカバー。
- 2009年5月、松崎しげるがアルバム『Yes We Can!!』内でカバー。
- 2010年10月、アイドルグループVe.ナースが『Ve.ナースヴァージョン』としてカバー。
- 2011年6月、川嶋あいがアルバム『My Favorite Songs 〜WING〜』内でカバー。
- 2012年1月、沼倉愛美、原由実、浅倉杏美がラジオ大阪の番組『THE IDOLM@STER STATION!!!』のコーナーの1つ「歌姫楽園2012」でカバーした。楽曲は2012年2月発売のアルバム『THE IDOLM@STER STATION!!! Nouvelle Vague』に収録。
- 2015年11月、上述の『北斗の拳 イチゴ味』のテレビアニメ内で使用。歌はサウザー（銀河万丈）、シュウ（諏訪部順一）、シン（森川智之）、レイ（鳥海浩輔）、ユダ（谷山紀章）の5名が担当した。
- 2017年5月、鬼龍院翔（ゴールデンボンバー）がアルバム『オニカバー90's』内でカバー。
- 2018年8月、名古屋CLEAR'S feat. 大事MANブラザーズ立川俊之がシングル『掃除が大事』内で替え歌と共にカバー。（映画『NETSTAR～再生回数の向こう側～』エンディングテーマ）